# 嘉陵裸裂尻鱼
嘉陵裸裂尻鱼（学名：Schizopygopsis kialingensis）为輻鰭魚綱鯉形目鲤科裸裂尻鱼属的鱼类，俗名小白飘、冷水鱼，是中国的特有物种。分布于嘉陵江上游等。该物种的模式产地在嘉陵江。

## 扩展阅读
維基物種上的相關：嘉陵裸裂尻鱼